# Lisa Stansfield (album)
A Lisa Stansfield című album Lisa Stansfield brit énekes-dalszerző 4. stúdióalbuma, mely 1997. március 21-én jelent meg. Ez volt az első stúdióalbum a So Natural óta. A dalokat Stansfield, és férje, Ian Devaney írta, és közreműködött Peter Mokran is. Az album kedvező értékeléseket kapott a kritikusoktól, és kereskedelmi szempontból is sikeres album volt. Az Egyesült Királyságban a 2. helyezést érte el, és arany minősítéssel díjazták. Az Egyesült Államokban 4 dal lett listavezető a Billboard Hot Dance Club Songs kislemezlistán. 2014. november 10-én az Egyesült Királyságban, majd november 21-én Európában is megjelent az album deluxe változata 2CD + DVD kiadványként.

## Előzmények
Stansfield ezen albuma 1997 márciusában jelent meg, közel négy évvel az utolsó stúdióalbum, a So Natural után. Az album készítésében Andy Morris nem vett részt, aki korábbi stúdióalbumain is közreműködött. A "So Natural" és a "Lisa Stansfield" című albumok között két dal is született, az egyik a Beverly Hills 90210 "Kollégiumi évek" című sorozat filmzenéje, a Make It Right és egy duett Babyface közreműködésével, a "Dream Away" című dal.

## Tartalom
Az album producerei Ian Devaney és Peter Mokran voltak. Az album 16 dalt tartalmaz, melyet többnyire Stansfield és Devaney írtak. Négy dalt írt Richard Darbyshire, aki a brit Living in a Box nevű együttes tagja. Az "I Cried My Last Tear Last Night" című dalt Diane Warren írta. Az albumon két feldolgozás is található. Az egyik a Barry White féle Never, Never Gonna Give You Up című dal, valamint Phyllis Hyman "You Know How to Love Me" című dala. Észak-Amerikában és Európában a "The Real Thing" és a People Hold On című dalok bónusz remixei jelentek meg. A japánban megjelent kislemezen a "People Hold on (Bootleg Mix), és a Player nevű együttes "Baby Come Back" című dalának feldolgozása. A 2003-as album újrakiadásán három bónusz dal szerepel, a "People Hold On" (Bootleg Mix), "Baby Come Back" és a "Breathtaking", valamint a ki nem adott B. oldalas kislemez, a  "Don’t Cry for Me".
A "Lisa Stansfield" album remaszterelt kiadása 2014 novemberében 2CD + DVD deluxe kiadványként jelent meg, mely ritka felvételeket, 12-es dalokat, valamint videókat, élő felvételeket, és egy speciálisan rögzített interjút is tartalmaz a dalszövegek mellett. A kiadvány az Egyesült Királyságban 2014. november 10-én, míg Európában november 21-én jelent meg. Ezen a kiadványon hallható egy korábban ki nem adott remix is, mely a "The Real Thing" című dal (Silk Real House Thang). A "People Hold On... The Remix Anthology" három korábban ki nem adott remixet is tartalmaz:  "Never Gonna Fall" (Wyclef Remix) és valamint további remixeket a  "Never, Never Gonna Give You Up" című dalból: A Frankie's Classic Club Mixet, és a  Franktified Off the Hook Dub and After Hours Mixeket.

## Kislemezek
1997 januárjában az Arista Records megjelentette a People Hold On (The Bootleg Mixes) című dalt, melyet eredetileg a Coldcut és Stansfield vett fel még 1989-ben. A dalt a Dirty Rotten Scoundrels remixelte. Ez a változat 1. helyezést ért el a Billboard Hot Dance Club Songs kislemezlistán. A brit kislemezlistán a 4. míg az ír kislemezlistán a 15. helyezést sikerült elérnie. A People Hold On (Bootleg Mix) mint bónuszdal szerepelt az albumon. A "The Real Thing" 1997. márciusában jelent meg Európában, Ausztráliában, és Japánban. A dal a 9. helyig jutott az Egyesült Királyság kislemezlistáján. A Never, Never Gonna Give You Up a következő kislemez volt Európában, Ausztráliában, és Japánban, mely 1997. júniusában jelent meg. Észak-Amerikában az első kislemez volt. A dal 25. helyezést érte el a brit kislemezlistán, a Billboard Hot 100-as listán a 74. és a Hot Dance Club Songs listán az 1. helyezés volt. 1997 novemberében megjelent a "The Line" című dal Európában, és 64 lett az Egyesült Királyságban. A "Never Gonna Fall" 1997 októberében promóciós kislemezként jelent meg az Egyesült Államokban Junior Wasquez és Victor Calderone remixeivel. A dal 1. helyezés volt az amerikai Hot Dance Club Songs listán, két hétig. Az 1997. novemberében betervezett következő kislemez, a "Don’t Cry for Me" című dalt az utolsó pillanatban visszavonták. A következő sikeres dal, promóciós kislemezként jelent meg. Az  "I’m Leavin’" melyet Hex Hector remixelt, első helyezést ért el a Hot Club Dance Songs listán. A dal a 4. kimásolt kislemez volt az albumról, mielőtt 1998. júniusában megjelent volna a "The Remix Album2.

## Kritikák
| Értékelések          |           |
| Értékelő             | Értékelés |
| AllMusic             | [ 1 ]     |
| Robert Christgau     | [ 2 ]     |
| Entertainment Weekly | B-        |
| Q                    | [ 4 ]     |
| Rolling Stone        | [ 5 ]     |

Az album pozitív értékeléseket kapott a zenekritikusoktól. Stephen Thomas Erlewine AllMusic szerint Stansfield albuma az ő maga saját játéka, egy sima, egy fordított disco-dance pop. Az albumon található Barry White feldolgozás "Never, Never Gonna Give You Up" és a "Never Gonna Fall" című dalok, valamint az "I Cried My Last Tear Last Night" című ballada egyformán erős, az énekes hangja pedig csábító és szexi, és ez teszi az albumot egyedi gyöngyszemmé. Josef Woodard Entertainment Weekly szerint Stansfield visszanyúl régi stílusához, és játszik az R&B, diszkó riffjein, valamint vonósokkal és énekkel színesíti a pop-soul balladákat. Phillis Hyman "You Know How to Love Me" című dalának feldolgozása visszalép a boldog 70-es évekbe. A Q kritikusa  szerint Stansfield kitűnő előadása megegyezik a legjobb amerikai női R&B énekesekkel, dalai pedig kiemelkedőek. Natasha Stovall a Rolling Stone kritikusa szerint sok Angliából származó énekesekkel ellentétben Stansfield nem használja fel a legújabb brit tánc-trendeket lemezein. Új albumán a basszus remek, a dobok ugyanolyan lágyak, mint a tea és a keksz. Stansfield dalai még mindig jobban illeszkednek egy füstös bár hangulatához, mint egy stroboszkóppal megvilágított helyhez, a hol ő a Dj sztár.

## Számlista
| #   | Cím                             | Szerző(k)                                      | Producer(ek)                     | Hossz |
| --- | ------------------------------- | ---------------------------------------------- | -------------------------------- | ----- |
| 1.  | Never Gonna Fall                | Lisa Stansfield, Ian Devaney                   | Ian Devaney, Peter Mokran        | 5:16  |
| 2.  | The Real Thing                  | Stansfield, Devaney                            | Devaney, Mokran                  | 4:20  |
| 3.  | I’m Leavin’                     | Crayge Lindesay, Telisa Stinson                | Devaney, Mokran                  | 4:38  |
| 4.  | Suzanne                         | Stansfield, Devaney                            | Devaney, Mokran                  | 4:59  |
| 5.  | Never, Never Gonna Give You Up  | Barry White                                    | Devaney, Mokran                  | 5:02  |
| 6.  | Don’t Cry for Me                | Stansfield, Devaney, Cory Rooney, Mark Morales | Devaney, Mokran, Rooney, Morales | 5:03  |
| 7.  | The Line                        | Stansfield, Devaney, Terry Gamwell             | Devaney, Mokran                  | 4:26  |
| 8.  | The Very Thought of You         | Stansfield, Devaney, Richard Darbyshire        | Devaney, Mokran                  | 5:23  |
| 9.  | You Know How to Love Me         | Reggie Lucas, James Mtume                      | Devaney, Mokran                  | 5:32  |
| 10. | I Cried My Last Tear Last Night | Diane Warren                                   | Devaney, Mokran                  | 4:13  |
| 11. | Honest                          | Stansfield, Devaney, Darbyshire                | Devaney, Mokran                  | 4:54  |
| 12. | Somewhere in Time               | Stansfield, Devaney, Darbyshire                | Devaney, Mokran                  | 4:44  |
| 13. | Got Me Missing You              | Stansfield, Devaney                            | Devaney, Mokran                  | 4:43  |
| 14. | Footsteps                       | Stansfield, Devaney, Darbyshire, Frank Musker  | Devaney, Mokran                  | 3:48  |

| 15. | The Real Thing (Touch Mix)   | Stansfield, Devaney                   | Devaney, Mokran        | 5:37 |
| 16. | People Hold On (Bootleg Mix) | Stansfield, Matt Black, Jonathan More | Dan Bewick, Matt Frost | 3:43 |

| 15. | Baby Come Back               | Devaney, Mokran | 3:34 |
| 16. | People Hold On (Bootleg Mix) | Bewick, Frost   | 3:43 |

| 15. | People Hold On (Bootleg Mix) | Stansfield, Black, More | Bewick, Frost   | 3:43 |
| 16. | Breathtaking                 | Stansfield, Devaney     | Devaney         | 4:50 |
| 17. | Baby Come Back               | Crowley, Beckett        | Devaney, Mokran | 3:34 |

| 1.  | Never Gonna Fall                    | Devaney, Mokran                  | 5:16 |
| 2.  | The Real Thing                      | Devaney, Mokran                  | 4:20 |
| 3.  | I’m Leavin’                         | Devaney, Mokran                  | 4:38 |
| 4.  | Suzanne                             | Devaney, Mokran                  | 4:59 |
| 5.  | Never, Never Gonna Give You Up      | Devaney, Mokran                  | 5:02 |
| 6.  | Don’t Cry for Me                    | Devaney, Mokran, Rooney, Morales | 5:03 |
| 7.  | The Line                            | Devaney, Mokran                  | 4:26 |
| 8.  | The Very Thought of You             | Devaney, Mokran                  | 5:23 |
| 9.  | You Know How to Love Me             | Devaney, Mokran                  | 5:32 |
| 10. | I Cried My Last Tear Last Night     | Devaney, Mokran                  | 4:13 |
| 11. | Honest                              | Devaney, Mokran                  | 4:54 |
| 12. | Somewhere in Time                   | Devaney, Mokran                  | 4:44 |
| 13. | Got Me Missing You                  | Devaney, Mokran                  | 4:43 |
| 14. | Footsteps                           | Devaney, Mokran                  | 3:48 |
| 15. | Baby Come Back                      | Devaney, Mokran                  | 4:43 |
| 16. | People Hold On (Jon Is the Don Mix) | Bewick, Frost                    | 8:09 |

| 1.  | The Real Thing (Touch Extended Mix)                          | Stansfield, Devaney             | Devaney, Mokran | 6:27  |
| 2.  | Breathtaking                                                 | Stansfield, Devaney             | Devaney         | 4:50  |
| 3.  | You Get Me                                                   | Stansfield, Devaney, Darbyshire | Devaney         | 5:37  |
| 4.  | Never, Never Gonna Give You Up (77th Heaven Mix)             | White                           | Devaney, Mokran | 7:10  |
| 5.  | The Line (Devaney & Mokran Mix)                              | Stansfield, Devaney, Gamwell    | Devaney, Mokran | 5:55  |
| 6.  | The Real Thing (Silk's Real House Thang)                     | Stansfield, Devaney             | Devaney, Mokran | 9:45  |
| 7.  | Never, Never Gonna Give You Up (Frankie's Hard R&B Club Mix) | White                           | Devaney, Mokran | 6:54  |
| 8.  | The Line (Hippie Torrales Mix)                               | Stansfield, Devaney, Gamwell    | Devaney, Mokran | 6:41  |
| 9.  | The Real Thing (Dirty Rotten Scoundrels Vocal Mix)           | Stansfield, Devaney             | Devaney, Mokran | 7:38  |
| 10. | Never, Never Gonna Give You Up (Nikolas & Sibley Club Mix)   | White                           | Devaney, Mokran | 8:36  |
| 11. | Never Gonna Fall (Junior's Return To 27th & 10th Anthem)     | Stansfield, Devaney             | Devaney, Mokran | 10:23 |

| 1.  | The Real Thing (Promo Video)                                     | Stansfield, Devaney                  | Devaney, Mokran                  |  |
| 2.  | Never, Never Gonna Give You Up (Promo Video)                     | White                                | Devaney, Mokran                  |  |
| 3.  | The Line (Promo Video)                                           | Stansfield, Devaney, Gamwell         | Devaney, Mokran                  |  |
| 4.  | Don’t Cry for Me (Promo Video)                                   | Stansfield, Devaney, Rooney, Morales | Devaney, Mokran, Rooney, Morales |  |
| 5.  | People Hold On (Bootleg Mix) (Promo Video)                       | Stansfield, Black, More              | Bewick, Frost                    |  |
| 6.  | Never, Never Gonna Give You Up (US Edit) (Promo Video)           | White                                | Devaney, Mokran                  |  |
| 7.  | The Real Thing (Live at Riverside Studios, 1997)                 | Stansfield, Devaney                  | Devaney, Mokran                  |  |
| 8.  | I’m Leavin’ (Live at Riverside Studios, 1997)                    | Lindesay, Stinson                    | Devaney, Mokran                  |  |
| 9.  | People Hold On (Live at Riverside Studios, 1997)                 | Stansfield, Black, More              | Bewick, Frost                    |  |
| 10. | Suzanne (Live at Riverside Studios, 1997)                        | Stansfield, Devaney                  | Devaney, Mokran                  |  |
| 11. | Don’t Cry for Me (Live at Riverside Studios, 1997)               | Stansfield, Devaney, Rooney, Morales | Devaney, Mokran, Rooney, Morales |  |
| 12. | Never, Never Gonna Give You Up (Live at Riverside Studios, 1997) | White                                | Devaney, Mokran                  |  |
| 13. | Change (Live at Riverside Studios, 1997)                         | Stansfield, Devaney, Morris          | Devaney, Morris                  |  |
| 14. | You Know How to Love Me (Live at Riverside Studios, 1997)        | Lucas, Mtume                         | Devaney, Mokran                  |  |
| 15. | The Line (Live at Riverside Studios, 1997)                       | Stansfield, Devaney, Gamwell         | Devaney, Mokran                  |  |
| 16. | All Around the World (Live at Riverside Studios, 1997)           | Stansfield, Devaney, Morris          | Devaney, Morris                  |  |
| 17. | 2014 Interview with Mark Goodier                                 |                                      |                                  |  |

## Slágerlista
| Slágerlista (1997)                            | Legjobb helyezések |
| --------------------------------------------- | ------------------ |
| Ausztrália (ARIA Top 50 Albums)               | 41                 |
| Ausztria (Ö3 Austria Top 40)                  | 12                 |
| Belgium (Ultratop Flandria)                   | 6                  |
| Belgium (Ultratop Vallónia)                   | 7                  |
| Kanada (RPM)                                  | 99                 |
| Hollandia (Dutch Charts Album Top 100)        | 18                 |
| Európa (Top 100)                              | 8                  |
| Finnország (Musiikkituottajat Albumit Top 50) | 38                 |
| Franciaország (SNEP Album Top 100)            | 13                 |
| Németország (Offizielle Top 100)              | 13                 |
| Magyarország (MAHASZ Top 40 albumlista)       | 34                 |
| Olaszország (Hit Parade Italia)               | 11                 |
| Japán (Oricon)                                | 40                 |
| Új-Zéland (Recorded Music NZ Top 40 Albums)   | 46                 |
| Egyesült Királyság (Scottish Albums)          | 20                 |
| Spanyolország (PROMUSICAE)                    | 23                 |
| Svédország (Sverigetopplistan Top 60 Albums)  | 14                 |
| Svájc (Schweizer Hitparade Top 100 Albums)    | 11                 |
| Egyesült Királyság (UK Albums Chart)          | 2                  |
| Egyesült Királyság (UK R&B Albums)            | 1                  |
| USA Billboard 200                             | 55                 |
| USA Top R&B/Hip-Hop Albums (Billboard)        | 30                 |

| Slágerlista (1997)               | Helyezések |
| -------------------------------- | ---------- |
| Belgium (Ultratop Flanders)      | 73         |
| Belgium (Ultratop Wallonia)      | 71         |
| Németország (Offizielle Top 100) | 56         |
| Olaszország (Hit Parade Italia)  | 68         |
| Svájc (Schweizer Hitparade)      | 34         |
| Egyesült Királyság (OCC)         | 78         |

### Minősítések
| Ország                     | Minősítés | Eladások |
| -------------------------- | --------- | -------- |
| Japán (RIAJ)               | arany     | 100.000  |
| Egyesült Királyság (BPI)   | arany     | 100.000  |
| Spanyolország (PROMUSICAE) | arany     | 50.000   |
| Svájc (IFPI Switzerland)   | arany     | 25.000   |

## Megjelenési előzmények
| Régió              | Dátum              | Label  | Formátum | Katalógus     |
| ------------------ | ------------------ | ------ | -------- | ------------- |
| Japán              | 1997. március 21.  | Arista | CD       | BVCA-725      |
| Európa             | 1997. március 24.  | Arista | CD       | 74321 45851 2 |
| Ausztrália         | 1997. április 15.  | Arista | CD       | 74321 45851 2 |
| Egyesült Államok   | 1997. július 29.   | Arista | CD       | 07822 18738 2 |
| Európa             | 2003. június 2.    | Arista | CD       | 28765 22392 8 |
| Egyesült Királyság | 2014. november 10. | Edsel  | 2CD+DVD  | EDSG 8056     |
| Európa             | 2014. november 21. | Edsel  | 2CD+DVD  | EDSG 8056     |